# Všenky
Všenky (Mallophaga – z řeckého μαλλί, mallí – vlna a φαγάς, fagás – pojídač) jsou polyfyletická skupina parazitického hmyzu z řádu pisivek (Psocoptera) zahrnující luptouše (Amblycera), péřovky (Ischnocera) a podle některých autorů také všiváky (Rhynchophthirina). V současné době je dohromady známo přes 4000 druhů.

## Taxonomie
Tradičně byly všenky klasifikovány jakožto samostatný hmyzí řád. Později byli spolu s vešmi (Anoplura) sloučeny do jediného řádu Phthiraptera. Ten byl původně členěn do dvou podřádů, vši (Anoplura) a všenky (Mallophaga), roku 1985 však byla rozpoznána polyfylie všenek a postavení samostatných podřádů v rámci řádu Phthiraptera se tak po boku vší dostalo také luptoušům (Amblycera), péřovkám (Ischnocera) a všivákům (Rhynchophthirina). Všenky tedy již netvoří formální taxon, nýbrž jsou souhrnnou skupinou zahrnující tyto tři podřády s podobnou morfologií. V současné době fylogenetické analýzy prokázaly, že vši, luptouši, péřovky a všiváci jsou ve skutečnosti silně apomorfní skupiny pisivek (Psocoptera). Řád Phthiraptera se tak ukázal být polyfyletickým souborem čtyř nezávislých linií pisivek, jejichž tělní stavba se výrazně pozměnila vlivem parazitického způsobu života.

## Morfologie
Všenky mají drobné (většinou méně než 5 mm dlouhé) zploštělé tělo. Křídla chybí, nohy jsou menší než u vší a zakončené jedním či dvěma drápky. Složené oči mají velmi redukované či úplně chybí. Jako ústní ústrojí slouží všenkám žvýkací mandibuly, které u podřádu Amblycera žvýkají horizontálně a u Ischnocera vertikálně. Amblycera mají navíc maxilární palpy, které u Ischnocera chybí. Tykadla jsou krátká, složená ze tří až pěti článků (u podřádu Amblycera jsou skryta v hlavových drážkách). Hlava je minimálně stejně široká jako hruď, často širší. To slouží jako dobrý znak k odlišování všenek od vší, které mají hlavu vždy užší než hruď.
Celkový tvar a robustnost těla všenky je často dán tím, na které části těla hostitele daný druh žije (a jakým mechanismům tedy musí vzdorovat, aby se na hostiteli udržel). Ptačí všenky osidlují buď křídla, hlavu, tělo, či jsou generalisté. Druhy žijící na křídlech mívají protáhlé úzké tělo, které jim umožňuje skrýt se před vnějšími vlivy (například očistou peří provozovanou hostitelem) do žlábků mezi větvemi pera. Všenky žijící na těle a hlavě bývají kratší a tělo mívají spíše robustní, zaoblené.
Samičky všenek mají zadeček opatřený prstovitými výběžky zvanými gonopody, které jim pomáhají manipulovat s vajíčky a lepit je na peří či chlupy. To je uskutečňováno pomocí lepivého sekretu produkovaného přídavnými žlázami. Přijaté spermie skladují samičky ve spermatéce.

## Parazitismus
Všenky jsou ektoparazité pravděpodobně všech druhů ptáků a asi 20 % druhů savců. Na savce se specializuje asi 15 % známých druhů všenek. Živí se především kožními deriváty (peřím, chlupy)
či přímo kůží hostitele, přičemž podřád Ischnocera je více specializován na peří, zatímco Amblycera na kůži), proto mají ústní ústrojí uzpůsobeno ke žvýkání (v angličtině se jim říká „chewing lice“ – žvýkající vši) a při trávení keratinu jim napomáhají endosymbiotické bakterie. Některé druhy všenek, především z podřádu Amblycera, se umí po prokousnutí kůže či brku živit i vytékající krví a tkáňovým mokem hostitele a několik druhů z této skupiny se krví živí výhradně. Hematofágie všenek rodu Trochilocoetes (Amblycera), které parazitují na kolibřících, dospěla tak daleko, že mají ústní ústrojí přeměněno na sací orgán. Některé skupiny všenek se specializovaly na specifické části těla hostitele – rod Piagetiella (Amblycera) například cizopasí v hrdelním vaku pelikánů, zástupci několika jiných rodů zase žijí uvnitř brku. 

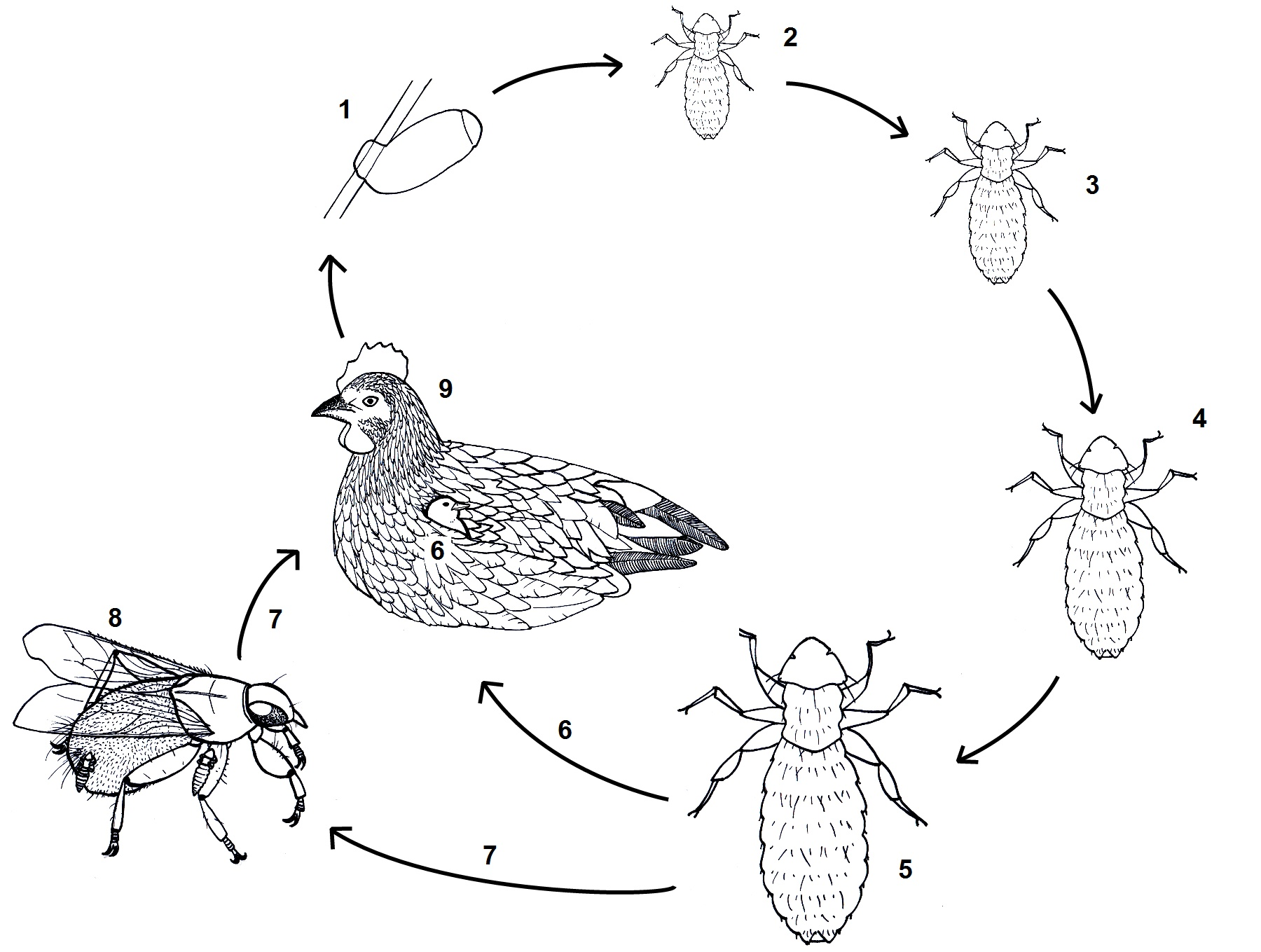
1 – vajíčko (tzv. hnida); 2–4 – tři nymfální stadia (instary), kterými prochází všenka po vylíhnutí; 5 – dospělá všenka; všenky obvykle zůstávají po celý život na jednom hostiteli a k případnému přenosu z hostitele na hostitele využívají buď přímý fyzický kontakt hostitelů (6), nebo přenos (foréze) prostřednictvím létajícího hmyzu (7), např. klošů (8, zde ptakotrudka – rod Ornithomyia), což je typické zejména pro všenky ze skupiny Ischnocera; na hostiteli (9) klade samička všenky vajíčka, resp. hnidy (1) a lepí je na peří či chlupy

Na hostiteli se všenky drží pomocí drápků na konci chodidel a kusadly (na rozdíl od vší, které se přidržují pouze pomocí nohou, a proto je mají mohutnější). Všenky žijící na křídlech ptáků, resp. na letkách bývají tenké, protáhlé a svými rozměry přesně zapadají do žlábku mezi větvemi pera. To jim umožňuje pevněji se přichytit a zároveň se chránit před vnějšími vlivy. Získají také částečný kryt před očistou, kterou provozuje hostitel, aby se parazitů zbavil. Všenky žijící na trupu jsou zavalitějšího tvaru. Jejich strategií, jak přežít, je aktivní únik – unikají především tak, že se prohrabávají hlouběji do prachového peří či přebíhají mezi větvemi pera. Další strategie, kterou se všenky brání proti snaze hostitele očistit se, je život na hostitelově hlavě – hostitel nemůže k čištění využít zobák.

### Přenos a hostitelská specifita
Všenky jsou na hostitele úzce vázány a většinou na něm žijí celý život. K přenosu z jednoho hostitele na druhého může docházet příležitostně při těsném kontaktu hostitelů, protože všenky nejsou schopny mimo hostitele přežívat delší dobu. Kvůli této izolaci vznikla v této skupině velká morfologická diverzita a vysoká hostitelská specifita – každý druh všenky cizopasí pouze na jednom či na několika málo (průměrně dvou) většinou blízce příbuzných hostitelských druzích a k přichycení si často vybírá specifickou část těla hostitele. U některých druhů však byla zaznamenána také foréze na létajícím hmyzu, například na kloších. Tento jev byl pozorován především u Ischnocera (péřovky). U Amblycera (luptouši) se zdá být vzácný, pravděpodobně proto, že Amblycera mají vertikálně pohyblivé mandibuly, což není tak vhodné k přichycení a udržení se na létajícím hmyzu; Ischnocera mají horizontálně pohyblivé mandibuly. Amblycera jsou naopak obecně pohyblivější než Ischnocera a pokud hostitel uhyne, mohou jeho tělo opustit a pokusit se vyhledat nového hostitele (na krátkou vzdálenost).
Existuje názor, že obecná extrémní hostitelská specifita může být zdánlivá a daná tím, že v minulosti nebyly všenky popisovány jako samostatné druhy na základě vlastní odlišnosti, ale na základě odlišnosti hostitelů, na nichž byly nalezeny. Ukazuje se totiž, že některé druhy všenek žijící na odlišných druzích hostitelů jsou popsány jako samostatný druh, ale ve skutečnosti patří ke stejnému druhu. Nicméně u mnoha druhů všenek byla vysoká hostitelská specifita skutečně potvrzena.

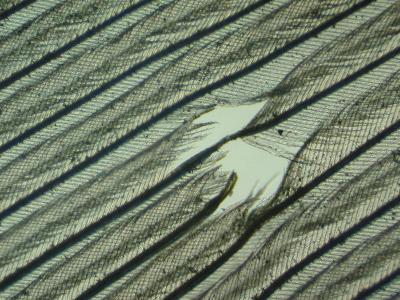
Otvor v peru vykousaný všenkou

### Vliv na hostitele
Populace všenek na hostiteli je redukována péčí hostitele o tělní pokryv. Má se za to, že popelení (prachové koupele, které provozují některé druhy ptáků) slouží ke zbavování se všenek. Stejně tak účel namravenčování (při němž se pták postaví do mraveniště či si přímo otírá peří mravencem, kterého drží v zobáku) by mohl být hubení všenek pomocí kyseliny mravenčí. Pokud je počet všenek hostitelem takto omezován, nezpůsobují mu vážnější komplikace. Hostitel však musí na regulaci počtu všenek vynakládat množství času a energie. Zamoření všenkami způsobuje hostiteli silné podráždění, které může být důvodem k úbytku hmotnosti hostitele a v případě samic k menší snůšce vajec. Samcům může zamoření všenkami výrazně snižovat atraktivitu pro samice. Vykousané díry v perech zvyšují náchylnost peří k dalšímu poškození. Velké množství děr může zhoršovat letové schopnosti a tepelnou izolaci ptáků. Všenky mohou mít také nepřímý vliv na zdraví hostitele: jsou mezihostiteli jiných parazitů, jako jsou některé filárie. Například všenka Trinoton anserinum (Amblycera) je mezihostitelem ptačího „srdečního červa“ Sarconema eurycerca. Některé psí a kočičí všenky mohou být mezihostiteli tasemnice psí (Dipylidium caninum).

## Rozmnožování a vývoj
Vajíčka všenek jsou válcovitá a opatřená víčkem zvaným operculum, které líhnoucí se nymfa vytlačí a vyleze otvorem ven. Samička připevňuje vajíčka v podobě hnid buď jednotlivě, nebo ve shlucích (obvyklé u ptačích všenek) na peří či chlupy. Produkce vajíček je nižší než u vší, což je pravděpodobně důsledkem nižší výživové hodnoty peří, chlupů a pokožky oproti krvi. Inkubační doba vajíček se pohybuje od 4 do 10 dní v závislosti na druhu. Všenky patří mezi hmyz s proměnou nedokonalou a během vývoje procházejí třemi nymfálními instary, z nichž každý trvá 3–12 dní. Nedospělé všenky vypadají podobně jako dospělci, jsou ale menší, mají méně chloupků a nemají vyvinuté genitálie. Generační doba se pohybuje kolem 20–30 dní.

## Význam pro člověka

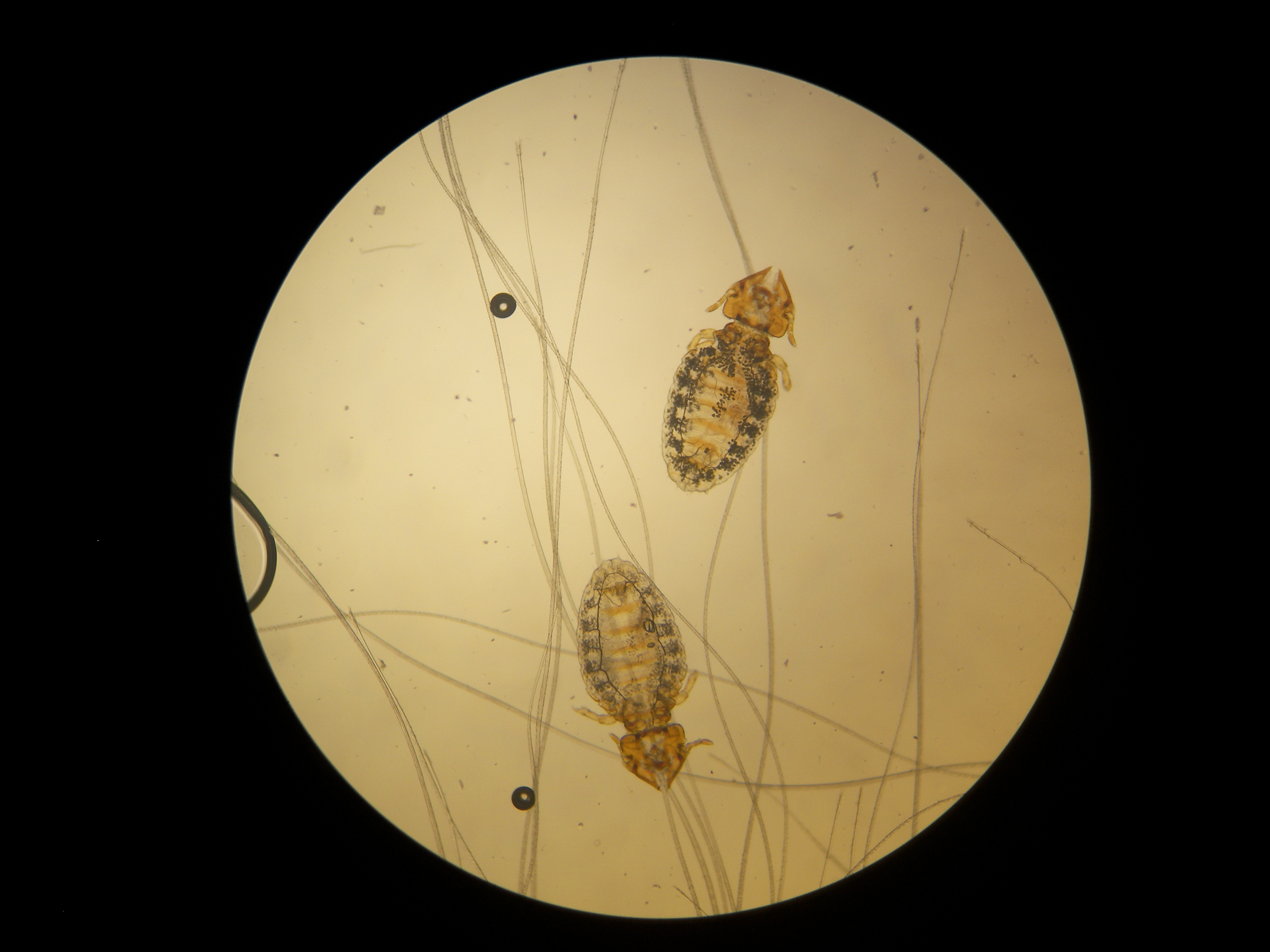
Felicola subrostratus v srsti kočky

Na rozdíl od vší žádný zástupce všenek nenapadá člověka. Mnoho druhů však cizopasí na domácích a hospodářských zvířatech, především na drůbeži, čímž mohou způsobovat hospodářské škody.
Na hospodářských zvířatech ze skupiny savců často parazitují zástupci rodu Bovicola (Ischnocera). Kosmopolitním parazitem tura domácího je Bovicola bovis (Ischnocera), na koni cizopasí B. equi a na ovci B.ovis. Drůbeži mohou všenky ve velkém množství způsobovat úbytek hmotnosti a snížení produkce vajec. Významný je v tomto směru například druh Menacanthus stramineus (Amblycera), který se mnohdy stává škůdcem, a druh Cuclotogaster heterographus (Ischnocera). Celkem na drůběži cizopasí přinejmenším 9 druhů všenek.
V srsti koček parazituje Felicola subrostratus (Ischnocera) a v srsti psů Trichodecter canis (Ischnocera). Oba druhy mohou sloužit jako mezihostitelé tasemnice psí (Dipylidium caninum), což jim přidává na veterinárním významu, potažmo medicínském, jelikož všence D. caninum může vzácně sloužit jako paratenický (transportní) hostitel člověk. Kromě T. canis se u psů vyskytuje také druh Heterodoxus spiniger (Amblycera). Všenky z čeledi Gyropidae (Amblycera) se vyskytují na morčatech.

## Historie
V roce 1758 poprvé popsal Carl von Linné 23 druhů všenek v desátém vydání Systema Naturae. Hematofágie byla u podřádu Amblycera poprvé dokumentována v roce 1778. Dlouhou dobu byly všenky považovány za samostatný podřád, jehož monofyletismus byl vyvrácen v roce 1985 (Lyal 1985).
Nejstarší nalezená fosilní všenka je stará asi 44 milionů let. Byla nalezena v roce 2004 v Německu a byla ptačím parazitem.